# Renault Type L
Pour les articles homonymes, voir Renault (homonymie).
 (mars 2016).
Si vous disposez d'ouvrages ou d'articles de référence ou si vous connaissez des sites web de qualité traitant du thème abordé ici, merci de compléter l'article en donnant les références utiles à sa vérifiabilité et en les liant à la section « Notes et références ».
La Renault Type L est un modèle d'automobile du constructeur automobile Renault de 1903.

## Historique
Le Type L  ressemble au Type G, dont il dérive.